# Neculai Culianu
Neculai Culianu (Iași, 1832-Iași, 1915) fue un profesor, astrónomo y matemático rumano.

## Biografía
Nacido el 29 de agosto de 1832 en Iași, fue profesor de geodesia y astronomía en la Facultad de Ciencias de la Universidad de Iași desde el 5 de junio de 1863, además de rector de dicha universidad. Entre sus publicaciones se encontraron textos como Raporturi despre starea scoalelor publice din Iași (1867-1868), Lecţiuni de calcul diferenţial şi integral (1870-1877), Curs elementar de trigonometrie plană şi sferică (1886), Curs elementar de algebră (1890) y Curs de cosmograjie (1895). Falleció el 28 de noviembre de 1915 en su ciudad natal.